# 亚当·恩赖特
亚当·恩赖特（英語：Adam Enright，1983年11月16日—），加拿大男子冰壶运动员。他曾代表加拿大获得2010年冬季奥运会冰壶比赛男子团体金牌。他也参加了2008年世界男子冰壶锦标赛，同样获得冠军。